# Семёнова, Зинаида Петровна
Зинаи́да Петровна Семёнова (1903—1978) — геолог Карагандинского угольного бассейна.

## Биография
Родилась в 1903 году в Порхове (ныне Псковская область). Отец — служащий земской управы, мать — домохозяйка.
Окончила ЛСХИ, агрономический факультет (1925). Работала в НИИ прикладной ботаники.
С 1928 года научный сотрудник лаборатории механического анализа Геологического комитета, затем — геолог в Ленинградском институте неметаллических полезных ископаемых. Без отрыва от производства окончила курсы повышения квалификации при Ленинградском горном институте по специальности геолог-петрограф.
С весны 1931 года работала в Караганде. С 1934 года, возглавляя Восточную геологоразведочную партию, занималась разведкой верхних горизонтов Промышленного участка каменноугольного бассейна. Результаты исследований представила в научном труде «Литологическое описание разреза Карагандинского каменноугольного бассейна» (1936).
Во второй половине 1930-х годов вела разведку Саранского и Чурубай-Нуринского участков бассейна, а также Куу-Чекинского месторождения угля.
С 1940 по 1949 год геолог, старший геолог и главный инженер Карагандинской геологоразведочной партии треста «Казахуглегеология». Участница открытия Тентекского угленосного района.
Последняя должность (с 1952 года) — главный геолог крупнейшего в угольной отрасли комбината «Карагандауголь». Депутат ВС КССР 3—4 созывов.
Умерла в 1978 году в Караганде.

## Награды и премии
- Сталинская премия третьей степени (1948) — за геологические исследования, обеспечившие открытие новых участков коксующихся углей в Карагандинском угольном бассейне
- медаль «За доблестный труд в Великой Отечественной войне 1941—1945 гг.»